# Avenue Maurice Berteaux

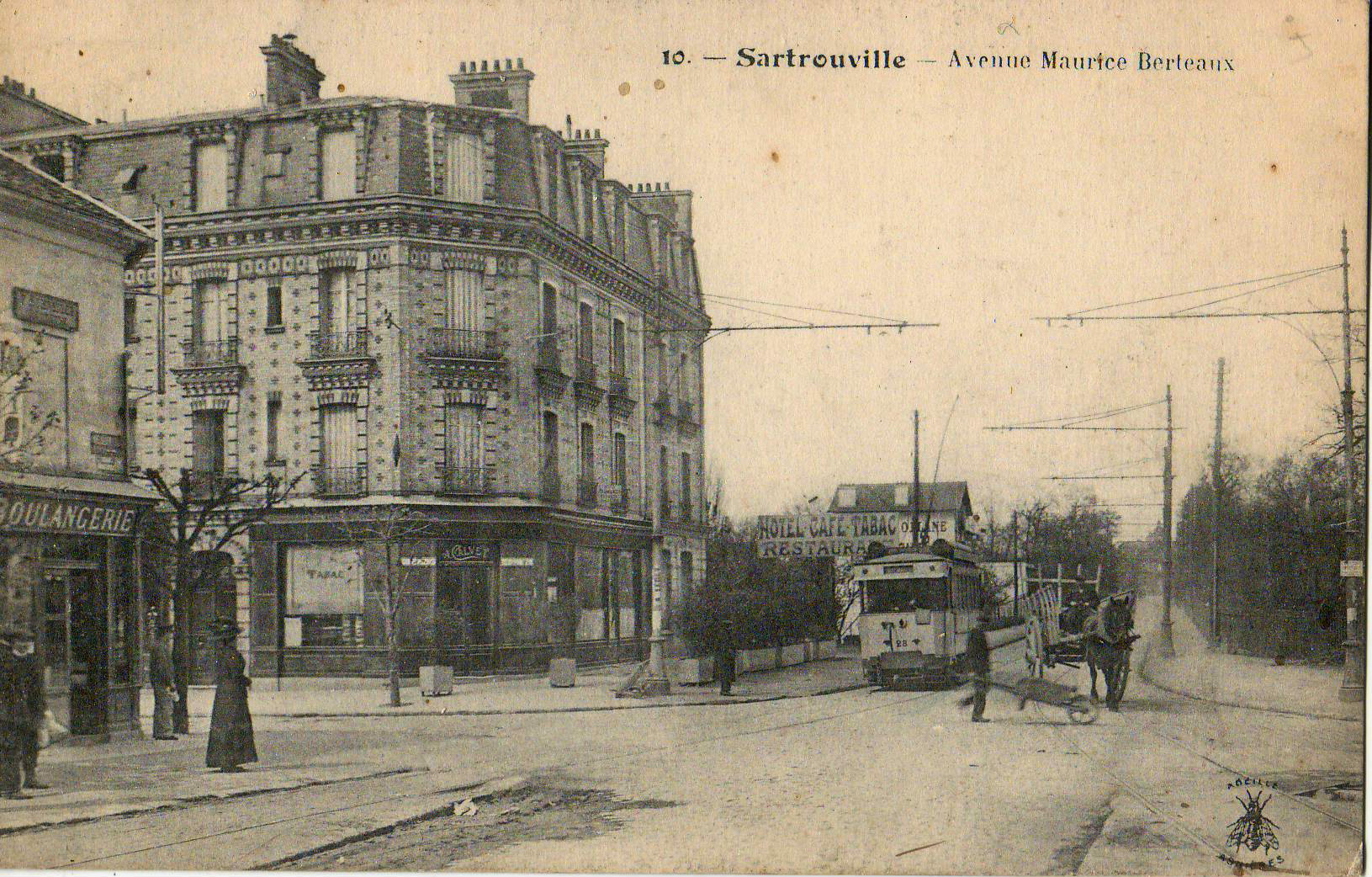
Tram op de Avenue Maurice Berteaux (tussen 1898 en 1914)

De Avenue Maurice Berteaux is een straat in de Franse gemeente Sartrouville (Yvelines). De straat is een onderdeel van de D308 en loopt van noordwest naar zuidoost door de gemeente, van de Pont de Maisons-Laffitte over de Seine tot de gemeentegrens met Houilles. Daar krijgt de D308 de naam Avenue Henri Barbusse.

## Geschiedenis
De weg werd in het midden van de negentiende eeuw aangelegd in het verlengde van de brug over de Seine. De Chemin de grande communication 103 werd in de volksmond Route de Paris genoemd. In 1891 liet de gemeente een openbare fontein plaatsen op de kruising met de Rue de Saint-Germain (nu Rue de Stalingrad). In 1898 kwamen er tramsporen op de Route de Paris. In 1902 werden kastanjes aangeplant aan de rand van de baan en in 1911 werd het wegdek verhard. In datzelfde jaar werd de weg genoemd naar minister van Oorlog Maurice Berteaux die in 1911 overleed bij een vliegtuigcrash. In 1939 werden de tramsporen opgebroken en werden de laanbomen gekapt. In de plaats van de tram kwam er een buslijn. Tussen 2000 en 2003 werd de weg heraangelegd. Een deel van de weg kwam in een tunnel te liggen onder het rondpunt met de Rue de Stalingrad en er kwam een nieuwe fontein. In 2017 werd een deel van de weg heraangelegd om een kruispunt in te richten met de nieuwe weg D1021.

## Gebouwen
Op nr 1 (bij de Seine) ligt het Centre municipal de Santé (1937). Rond dit medische centrum ligt een openbaar park dat uitgeeft op de Avenue Maurice Berteaux.